# الساندرو ماسیا
الساندرو ماسیا (انگلیسی: Alessandro Mascia؛ زادهٔ ۶ اوت ۱۹۸۶) بازیکن فوتبال است.